# غيليس خان
غيليس خان (بالفرنسية: Gilles Kahn)‏ هو مهندس وعالم حاسوب فرنسي، ولد في 17 أبريل 1946 في باريس في فرنسا، وتوفي في 9 فبراير 2006 في كارشز في فرنسا.